# Mary’s Danish
Mary’s Danish (с англ. — «Мэри Датская») — группа альтернативного рока, которая была основана в Лос-Анджелесе, штат Калифорния, в конце 1980-х. Группа выпустила четыре альбома, последний из которых увидел свет в 1992 году. Mary’s Danish исполняли смесь рока, фанка, кантри и соула.

## История группы
Название «Mary’s Danish» взято из одной из ранних песен группы, которую возглавляли две вокалистки Гретхен Сигер и Джули Риттер. Дэвид Арчболд Кинг и Мэтт Коллеран играли на гитарах, Кристофер Скотт «Wag» Вагнер — на бас-гитаре, а Джеймс Оливер Брэдли-младший заменил Ника Цейглера на барабанах. Позже Коллерана заменил Луи Гутьеррес из The Three O’Clock. Группа выпустила четыре альбома, два на лейбле Elektra Records и ещё два после подписания контракта с Morgan Creek Records.
Первый альбом группы There Goes the Wondertruck был выпущен в 1989 году. Он содержал сингл «Don’t Crash the Car Tonight», который принёс группе известность. Ранний успех группы привёл к тому, что Роберт Хилберн из Los Angeles Times назвал Mary’s Danish одним из самых ярких новичков 1989 года. В том же году журнал Rolling Stone включил группу в число «Лучших пяти новых лиц». The Hollywood Reporter в своём обзоре упомянули «энергичную анархию и крепкую музыкальность» группы. Позднее в том же году вышел концертный альбом под названием Experience (Live + Foxy Lady). Из-за разногласий с лейблом группа покинула Electra Records в 1990 году.
После подписания контракта с Morgan Creek Records группа выпустила ещё два альбома: Circa (1991), под руководством продюсера Дэйва Джердена, и American Standard (1992). Тем не менее, опыт работы с Morgan Creek был неудачным и пути группы и лейбла разошлись. Тем не менее, их кавер 1992 года «I Fought the Law» прозвучал в фильме «Баффи — истребительница вампиров» (1992) и стал частью саундтрека. После разрыва с Morgan Creek в 1992 году группа не выпустила ни одного альбома.
Во время перерыва в деятельности группы Сигер и Риттер отметились бэк-вокалом на альбоме Mother’s Milk, выпущенном в 1989 году Red Hot Chili Peppers. После распада три участника группы — Сигер, Гутьеррес и Вагнер — сформировали новый проект под названием Battery Acid, в составе которого выпустили один альбом Rita. В 1993 году басист Крис Вагнер, гитарист Дэвид Кинг и барабанщик Джеймс Брэдли-младший создали группу под названием Rob Rule, подписав контракт с Mercury Records с помощью A&R-агента Бобби Карлтона. Они выпустили дебютный альбом, но отказались продвигать его. Несмотря на гастроли по США, группа так и не получила признания и вскоре распалась. Джули Риттер выпустила два сольных альбома. Первая пластинка вышла в 1995 году на лейбле New Alliance Records, и получила название Medicine Show. В 1999 году Риттер выпустила полноценный дебютный альбом под названием Songs of Love and Empire на лейбле Luxstar Recordings.
Группа несколько раз воссоединялась для разовых концертов. В июне 1997 года Mary’s Danish выступили на шоу в Viper Room в Лос-Анджелесе. Их также можно было увидеть на концерте House of Blues в Лос-Анджелесе в июне 1999 года.

## Дискография
Студийные альбомы
- There Goes the Wondertruck (1989)
- Circa (1991)
- American Standard (1992)

Концертные альбомы
- Experience (Live + Foxey Lady) (1989)